# 富士吉田市
富士吉田市（ふじよしだし）は、山梨県東南部の郡内地方にある市。郡内地方の中心都市である。国際会議観光都市に指定されている。

## 市名の由来
富士上吉田町・下吉田町・明見町の3町が合併する際、新市の名称をどうするかについて議論がされなされた。結果、「三町合同議会協議会」にて「吉田」という古い名称に「富士」を冠することで「富士吉田」という名称とすることとなり、現在に至る。

## 地理

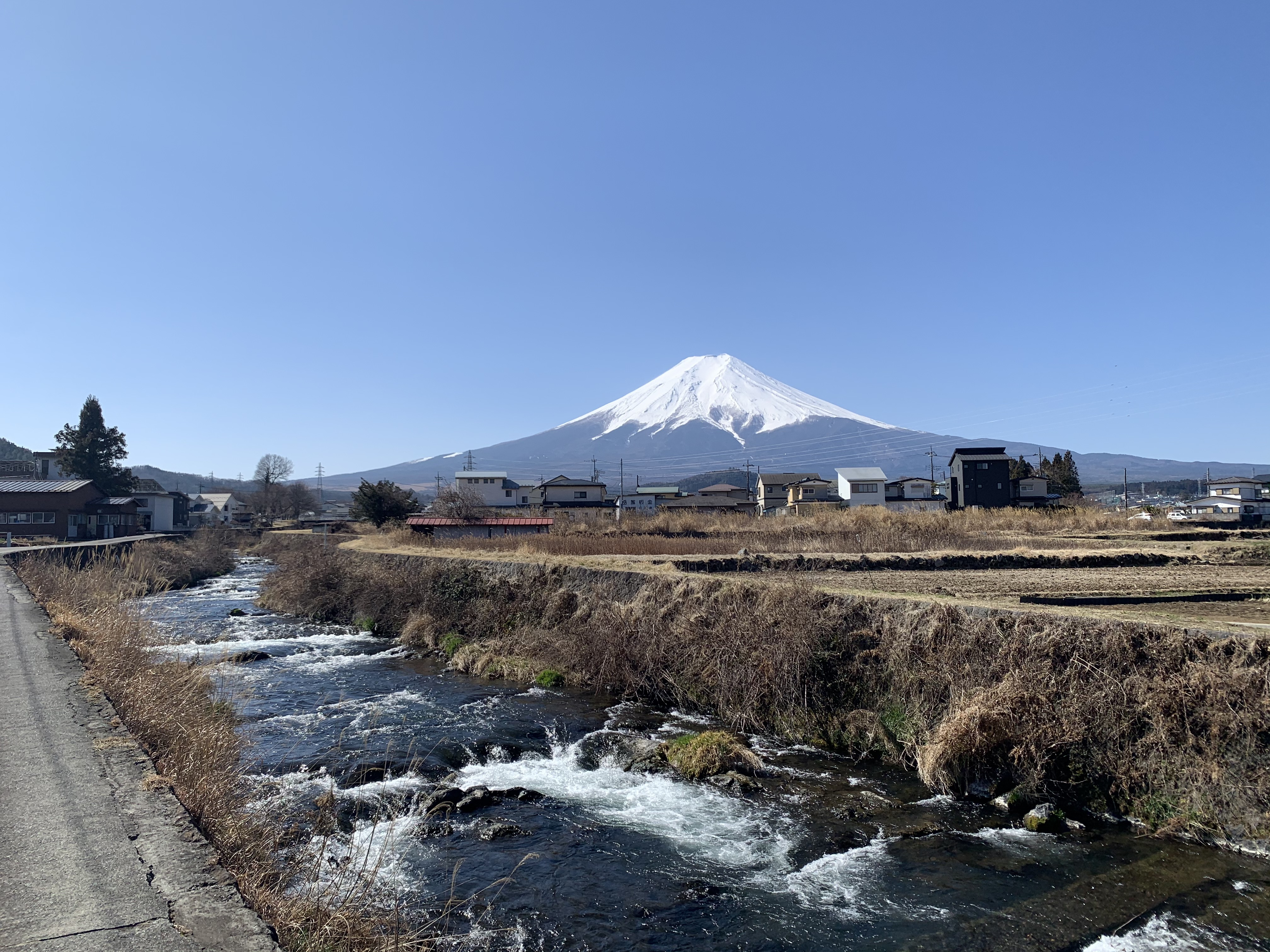
相模川上流の桂川と富士山

富士山北麓の海抜650 - 900メートルに市街地をもつ高原都市である。富士五湖の中東部に位置し、東部を桂川が南から北に流れ、中部の裾野・盆地を宮川などの支流がやはり南から北に流れる。
市の総面積は121.830km2で、上吉田地区が90.619km2、下吉田地区が10.375km2、明見地区が14.161km2、上暮地地区が6.675km2である。市域のほとんどが富士火山地や富士火山山麓地に含まれ、北部に御坂山地の一部、北東部に道志山地がわずかに入り込んだ地形である。地形区分は火山地、山地、低地の3つに区分され、面積比では火山地が総面積の約80%を占め、低地の総面積は約6%しかない。
交通網では鉄道の富士急行線が河口湖方面とJR大月駅を結んでいる。道路は高速道路の中央自動車道富士吉田線及び東富士五湖道路のほか、幹線道路として甲府方面と連絡する国道137号、御殿場方面と連絡する国道138号、富士方面へ連絡する国道139号の5路線の広域幹線道路が集中しており道路交通の要衝となっている。
市街の南西端には、富士河口湖町にまたがってレジャー施設「富士急ハイランド」がある。市の南側は富士裾野と呼ばれ、この付近には陸上自衛隊の訓練施設である北富士演習場がある。
富士山から吹き降ろす風は冷たく、土壌も富士山の噴火に伴う溶岩流や火山灰からなるため稲作には不向きで、オオムギ、コムギ、アワ、ヒエ、トウモロコシなどの雑穀類が主に栽培された。富士裾野傾斜地に流れる流水を利用した水掛麦と呼ばれる独特の麦作などが行われ、ほうとうをはじめとする粉食料理が日常食であった。第二次世界大戦後には米も増産され食生活は転換している。ハレの日の食事として振舞われるうどんは現在でも市内の結婚披露宴等で振る舞われるほか、観光食としても位置付けられており、「吉田のうどん」と呼ばれている。市内には吉田のうどんの店が60軒以上存在する。

### 地形

#### 山地
主な山
- 富士山
- 杓子山

#### 河川
主な川
- 桂川
- 宮川
- 間堀川
- 神田堀川
- 入山川
- 中沢川
- 小佐野川
- 大沢川
- 長泥川
- 欄干川
- 中野川
- 殿入川

### 気候
市街地が標高700mから900mに位置する高原都市のため、気候は非常に寒冷であり、冬には最低気温がマイナス15℃前後になることもあるなど北海道並みである。住宅なども寒冷地仕様で建てられている。夏季は冷涼で過ごしやすい。

### 地域
- 上暮地（かみくれち） - 旧西桂町上暮地（下暮地・小沼の一部地域を含む上暮地地区と地番が同じになる為、地番変更を行う措置をした部分あり）
- 明見（あすみ） - 旧明見町（明見村）
  - 小明見（こあすみ） - 旧小明見村
  - 大明見（おおあすみ） - 旧大明見村
  - 向原（むかいばら） -　旧小明見村
- 下吉田（しもよしだ） - 旧下吉田町（瑞穂村）
  - 下吉田 - 旧下吉田村（瑞穂村→下吉田町）
  - 新倉（あらくら） - 旧新倉村
  - 竜ケ丘（たつがおか） - 旧下吉田・旧新倉・旧松山
  - 緑ケ丘（みどりがおか） - 旧下吉田
  - 旭（あさひ） - 旧新倉・旧下吉田
  - 下吉田東（しもよしだひがし） - 旧下吉田・旧新倉・旧上吉田
  - 富士見（ふじみ） - 旧下吉田・旧新倉
  - 浅間（あさま） - 旧下吉田・旧新倉
  - 新町（しんまち） - 旧下吉田・旧新倉
- 上吉田（かみよしだ） - 旧富士上吉田町（福地村）
  - 上吉田 - 旧上吉田村
  - 新屋（あらや） - 旧新屋村
  - 松山（まつやま） - 旧松山村
  - ときわ台（ときわだい） - 旧松山
  - 新西原（しんにしはら） - 旧上吉田・旧松山
  - 中曽根（なかぞね） - 旧上吉田・旧下吉田
  - 上吉田東（かみよしだひがし） - 旧上吉田・旧新屋

#### 町名
富士吉田市では、一部の区域で住居表示に関する法律に基づく住居表示が実施されている。住居表示実施前の町名等欄で下線がある町名はその全部、それ以外はその一部である。
| 下吉田地区（38町丁） | 下吉田地区（38町丁） | 下吉田地区（38町丁）   | 下吉田地区（38町丁） | 下吉田地区（38町丁）               | 下吉田地区（38町丁） |
| 町名                 | 町名の読み           | 町区域設定年月日       | 住居表示実施年月日   | 住居表示実施前の町名等             | 備考                 |
| -------------------- | -------------------- | ---------------------- | -------------------- | ---------------------------------- | -------------------- |
| 下吉田               | しもよしだ           | 1951年3月20日          | 未実施               |                                    |                      |
| 新倉                 | あらくら             | 1951年3月20日          | 未実施               |                                    |                      |
| 竜ケ丘一丁目         | たつがおか           | 1979年7月1日           | 1979年7月1日         | 大字下吉田                         |                      |
| 竜ケ丘二丁目         | たつがおか           | 1979年7月1日           | 1979年7月1日         | 大字下吉田、大字新倉               |                      |
| 竜ケ丘三丁目         | たつがおか           | 1979年7月1日           | 1979年7月1日         | 大字下吉田、大字新倉、大字松山     |                      |
| 緑ケ丘一丁目         | みどりがおか         | 1980年10月1日          | 1980年10月1日        | 大字下吉田                         |                      |
| 緑ケ丘二丁目         | みどりがおか         | 1980年10月1日          | 1980年10月1日        | 大字下吉田                         |                      |
| 緑ケ丘二丁目         | みどりがおか         | 2011年4月25日（編入）  | 2011年4月25日        | 大字下吉田字西丸尾                 |                      |
| 旭一丁目             | あさひ               | 1992年5月25日          | 1992年5月25日        | 大字下吉田、大字新倉               |                      |
| 旭二丁目             | あさひ               | 1992年5月25日          | 1992年5月25日        | 大字新倉                           |                      |
| 旭三丁目             | あさひ               | 1992年5月25日          | 1992年5月25日        | 大字新倉                           |                      |
| 旭四丁目             | あさひ               | 1992年5月25日          | 1992年5月25日        | 大字新倉                           |                      |
| 旭五丁目             | あさひ               | 1992年5月25日          | 1992年5月25日        | 大字新倉                           |                      |
| 下吉田一丁目         | しもよしだ           | 2011年10月11日         | 2011年10月11日       | 大字下吉田、大字新倉               |                      |
| 下吉田二丁目         | しもよしだ           | 2011年10月11日         | 2011年10月11日       | 大字下吉田                         |                      |
| 下吉田三丁目         | しもよしだ           | 2011年10月11日         | 2011年10月11日       | 大字下吉田                         |                      |
| 下吉田三丁目         | しもよしだ           | 2017年11月6日（編入）  | 2017年11月6日        | 大字下吉田、大字新倉               |                      |
| 下吉田四丁目         | しもよしだ           | 2011年10月11日         | 2011年10月11日       | 大字下吉田                         |                      |
| 下吉田五丁目         | しもよしだ           | 2011年10月11日         | 2011年10月11日       | 大字下吉田                         |                      |
| 下吉田六丁目         | しもよしだ           | 2013年10月15日         | 2013年10月15日       | 大字下吉田、大字新倉               |                      |
| 下吉田七丁目         | しもよしだ           | 2013年10月15日         | 2013年10月15日       | 大字下吉田、大字新倉               |                      |
| 下吉田八丁目         | しもよしだ           | 2013年10月15日         | 2013年10月15日       | 大字下吉田、大字新倉               |                      |
| 下吉田九丁目         | しもよしだ           | 2013年10月15日         | 2013年10月15日       | 大字下吉田、大字新倉               |                      |
| 下吉田東一丁目       | しもよしだひがし     | 2013年10月15日         | 2013年10月15日       | 大字下吉田、大字大明見、大字上吉田 |                      |
| 下吉田東二丁目       | しもよしだひがし     | 2013年10月15日         | 2013年10月15日       | 大字下吉田、大字新倉               |                      |
| 下吉田東三丁目       | しもよしだひがし     | 2013年10月15日         | 2013年10月15日       | 大字下吉田、大字新倉               |                      |
| 下吉田東四丁目       | しもよしだひがし     | 2013年10月15日         | 2013年10月15日       | 大字下吉田、大字新倉               |                      |
| 富士見一丁目         | ふじみ               | 2015年11月24日         | 2015年11月24日       | 大字下吉田、大字新倉               |                      |
| 富士見二丁目         | ふじみ               | 2015年11月24日         | 2015年11月24日       | 大字下吉田、大字新倉               |                      |
| 富士見三丁目         | ふじみ               | 2015年11月24日         | 2015年11月24日       | 大字下吉田、大字新倉               |                      |
| 富士見四丁目         | ふじみ               | 2015年11月24日         | 2015年11月24日       | 大字下吉田                         |                      |
| 富士見五丁目         | ふじみ               | 2015年11月24日         | 2015年11月24日       | 大字下吉田                         |                      |
| 富士見六丁目         | ふじみ               | 2015年11月24日         | 2015年11月24日       | 大字下吉田                         |                      |
| 富士見七丁目         | ふじみ               | 2015年11月24日         | 2015年11月24日       | 大字下吉田                         |                      |
| 浅間一丁目           | あさま               | 2017年11月6日          | 2017年11月6日        | 大字新倉、大字下吉田               |                      |
| 浅間二丁目           | あさま               | 2017年11月6日          | 2017年11月6日        | 大字新倉                           |                      |
| 新町一丁目           | しんまち             | 2017年11月6日          | 2017年11月6日        | 大字下吉田、大字新倉               |                      |
| 新町二丁目           | しんまち             | 2017年11月6日          | 2017年11月6日        | 大字下吉田、大字新倉               |                      |
| 新町三丁目           | しんまち             | 2017年11月6日          | 2017年11月6日        | 大字下吉田、大字新倉               |                      |
| 新町四丁目           | しんまち             | 2017年11月6日          | 2017年11月6日        | 大字下吉田                         |                      |
| 明見地区（17町丁）   |                      |                        |                      |                                    |                      |
| 町名                 | 町名の読み           | 町区域設定年月日       | 住居表示実施年月日   | 住居表示実施前の町名等             | 備考                 |
| 小明見               | こあすみ             | 1951年3月20日          | 未実施               |                                    |                      |
| 大明見               | おおあすみ           | 1951年3月20日          | 未実施               |                                    |                      |
| 大明見一丁目         | おおあすみ           | 2014年12月22日         | 2014年12月22日       | 大字大明見                         |                      |
| 大明見二丁目         | おおあすみ           | 2014年12月22日         | 2014年12月22日       | 大字大明見                         |                      |
| 大明見三丁目         | おおあすみ           | 2014年12月22日         | 2014年12月22日       | 大字大明見                         |                      |
| 大明見四丁目         | おおあすみ           | 2014年12月22日         | 2014年12月22日       | 大字大明見                         |                      |
| 大明見五丁目         | おおあすみ           | 2014年12月22日         | 2014年12月22日       | 大字大明見                         |                      |
| 大明見六丁目         | おおあすみ           | 2014年12月22日         | 2014年12月22日       | 大字大明見                         |                      |
| 小明見一丁目         | こあすみ             | 2016年11月7日          | 2016年11月7日        | 大字小明見                         |                      |
| 小明見二丁目         | こあすみ             | 2016年11月7日          | 2016年11月7日        | 大字小明見                         |                      |
| 小明見三丁目         | こあすみ             | 2016年11月7日          | 2016年11月7日        | 大字小明見                         |                      |
| 小明見四丁目         | こあすみ             | 2016年11月7日          | 2016年11月7日        | 大字小明見                         |                      |
| 小明見五丁目         | こあすみ             | 2016年11月7日          | 2016年11月7日        | 大字小明見                         |                      |
| 向原一丁目           | むかいばら           | 2016年11月7日          | 2016年11月7日        | 大字小明見                         |                      |
| 向原二丁目           | むかいばら           | 2016年11月7日          | 2016年11月7日        | 大字小明見                         |                      |
| 向原三丁目           | むかいばら           | 2016年11月7日          | 2016年11月7日        | 大字小明見                         |                      |
| 向原四丁目           | むかいばら           | 2016年11月7日          | 2016年11月7日        | 大字小明見                         |                      |
| 上吉田地区（26町丁） |                      |                        |                      |                                    |                      |
| 町名                 | 町名の読み           | 町区域設定年月日       | 住居表示実施年月日   | 住居表示実施前の町名等             | 備考                 |
| 松山                 | まつやま             | 1951年3月20日          | 未実施               |                                    |                      |
| 上吉田               | かみよしだ           | 1951年3月20日          | 未実施               |                                    |                      |
| 新屋                 | あらや               | 1951年3月20日          | 未実施               |                                    |                      |
| ときわ台一丁目       | ときわだい           | 1982年4月1日           | 1982年4月1日         | 大字松山                           |                      |
| ときわ台二丁目       | ときわだい           | 1982年4月1日           | 1982年4月1日         | 大字松山                           |                      |
| 新西原一丁目         | しんにしはら         | 1987年3月1日           | 1987年3月1日         | 大字松山、大字上吉田               |                      |
| 新西原二丁目         | しんにしはら         | 1987年3月1日           | 1987年3月1日         | 大字松山、大字上吉田               |                      |
| 新西原三丁目         | しんにしはら         | 1987年3月1日           | 1987年3月1日         | 大字松山                           |                      |
| 新西原四丁目         | しんにしはら         | 1987年3月1日           | 1987年3月1日         | 大字松山                           |                      |
| 新西原五丁目         | しんにしはら         | 1987年3月1日           | 1987年3月1日         | 大字松山、大字上吉田               |                      |
| 上吉田一丁目         | かみよしだ           | 1995年3月6日           | 1995年3月6日         | 大字上吉田                         |                      |
| 上吉田二丁目         | かみよしだ           | 1995年3月6日           | 1995年3月6日         | 大字上吉田、大字松山               |                      |
| 上吉田三丁目         | かみよしだ           | 1995年3月6日           | 1995年3月6日         | 大字上吉田                         |                      |
| 上吉田四丁目         | かみよしだ           | 1995年3月6日           | 1995年3月6日         | 大字上吉田                         |                      |
| 上吉田五丁目         | かみよしだ           | 1995年3月6日           | 1995年3月6日         | 大字上吉田                         |                      |
| 上吉田六丁目         | かみよしだ           | 1995年3月6日           | 1995年3月6日         | 大字上吉田                         |                      |
| 上吉田七丁目         | かみよしだ           | 1995年3月6日           | 1995年3月6日         | 大字上吉田                         |                      |
| 松山一丁目           | まつやま             | 1997年8月4日           | 1997年8月4日         | 大字松山、大字上吉田               |                      |
| 松山一丁目           | まつやま             | 2009年11月24日（編入） | 2009年11月24日       | 大字上吉田、大字下吉田             |                      |
| 松山一丁目           | まつやま             | 2011年10月11日（編入） | 2011年10月11日       | 大字松山、大字上吉田               |                      |
| 松山二丁目           | まつやま             | 1997年8月4日           | 1997年8月4日         | 大字松山                           |                      |
| 松山三丁目           | まつやま             | 1997年8月4日           | 1997年8月4日         | 大字松山                           |                      |
| 松山四丁目           | まつやま             | 1997年8月4日           | 1997年8月4日         | 大字松山、大字上吉田               |                      |
| 松山五丁目           | まつやま             | 1997年8月4日           | 1997年8月4日         | 大字松山、大字上吉田               |                      |
| 中曽根一丁目         | なかぞね             | 2009年11月24日         | 2009年11月24日       | 大字上吉田                         |                      |
| 中曽根二丁目         | なかぞね             | 2009年11月24日         | 2009年11月24日       | 大字上吉田                         |                      |
| 中曽根三丁目         | なかぞね             | 2009年11月24日         | 2009年11月24日       | 大字上吉田                         |                      |
| 中曽根四丁目         | なかぞね             | 2009年11月24日         | 2009年11月24日       | 大字上吉田、大字下吉田             |                      |
| 上暮地地区（9町丁）  |                      |                        |                      |                                    |                      |
| 町名                 | 町名の読み           | 町区域設定年月日       | 住居表示実施年月日   | 住居表示実施前の町名等             | 備考                 |
| 上暮地               | かみくれち           | 1960年1月1日           | 未実施               |                                    |                      |
| 上暮地一丁目         | かみくれち           | 1993年9月27日          | 1993年9月27日        | 大字上暮地、大字下吉田             |                      |
| 上暮地二丁目         | かみくれち           | 1993年9月27日          | 1993年9月27日        | 大字上暮地                         |                      |
| 上暮地三丁目         | かみくれち           | 1993年9月27日          | 1993年9月27日        | 大字上暮地                         |                      |
| 上暮地四丁目         | かみくれち           | 1993年9月27日          | 1993年9月27日        | 大字上暮地                         |                      |
| 上暮地五丁目         | かみくれち           | 1993年9月27日          | 1993年9月27日        | 大字上暮地                         |                      |
| 上暮地六丁目         | かみくれち           | 1993年9月27日          | 1993年9月27日        | 大字上暮地                         |                      |
| 上暮地七丁目         | かみくれち           | 1993年9月27日          | 1993年9月27日        | 大字上暮地                         |                      |
| 上暮地八丁目         | かみくれち           | 1993年9月27日          | 1993年9月27日        | 大字上暮地                         |                      |

### 人口
| |                                            |  |
| 富士吉田市と全国の年齢別人口分布（2005年） | 富士吉田市の年齢・男女別人口分布（2005年） |  |
| ■紫色 ― 富士吉田市 ■緑色 ― 日本全国 | ■青色 ― 男性 ■赤色 ― 女性                  |  |
| 富士吉田市（に相当する地域）の人口の推移 \| 1970年（昭和45年） \| 50,046人 \| \| \| 1975年（昭和50年） \| 51,976人 \| \| \| 1980年（昭和55年） \| 53,569人 \| \| \| 1985年（昭和60年） \| 54,796人 \| \| \| 1990年（平成2年） \| 54,804人 \| \| \| 1995年（平成7年） \| 54,691人 \| \| \| 2000年（平成12年） \| 54,090人 \| \| \| 2005年（平成17年） \| 52,572人 \| \| \| 2010年（平成22年） \| 50,619人 \| \| \| 2015年（平成27年） \| 49,003人 \| \| \| 2020年（令和2年） \| 46,530人 \| \| |                                            |  |
| 総務省統計局 国勢調査より |                                            |  |
| 1970年（昭和45年） | 50,046人                                   |  |
| 1975年（昭和50年） | 51,976人                                   |  |
| 1980年（昭和55年） | 53,569人                                   |  |
| 1985年（昭和60年） | 54,796人                                   |  |
| 1990年（平成2年） | 54,804人                                   |  |
| 1995年（平成7年） | 54,691人                                   |  |
| 2000年（平成12年） | 54,090人                                   |  |
| 2005年（平成17年） | 52,572人                                   |  |
| 2010年（平成22年） | 50,619人                                   |  |
| 2015年（平成27年） | 49,003人                                   |  |
| 2020年（令和2年） | 46,530人                                   |  |

### 隣接している自治体
山梨県
- 都留市
- 南都留郡
  - 西桂町
  - 忍野村
  - 山中湖村
  - 鳴沢村
  - 富士河口湖町

静岡県
- 富士宮市
- 駿東郡
  - 小山町

## 歴史

### 先史
市域を含む富士北麓は富士火山活動の影響を受ける地域であり、火山灰や溶岩流などの堆積物に厚く覆われ、考古遺跡は未解明の部分が多い。縄文時代の遺跡は市域では大明見の古屋敷遺跡、新倉の池之元遺跡をはじめ火山活動の静穏期であった富士黒土層に多い。
寒冷な気候に加え農耕に不向きな火山性土壌であることから、弥生時代から古墳時代にかけての遺跡は少ない。古代には再び火山活動が活発になるが、この時期には定住していた集落遺跡が出現する。

### 古代
古代の律令制下では甲斐国都留郡に属する。

### 中世
中世には鎌倉新仏教の影響も受けて富士信仰が興隆し、身延（現在の山梨県南巨摩郡身延町）を拠点に活動した日蓮や、時宗の二世他阿真教が市域を遊化し、上吉田には時宗寺院の西念寺が創建された。古代官道の甲斐路は中世には「鎌倉街道」と呼称され、宗教者が往来した。
戦国時代には富士北麓の年代記である『勝山記』に吉田の様子が記されている。甲斐守護・戦国大名の武田氏や郡内領の国衆である小山田氏が支配を及ぼし、甲斐・駿河間の国境であるため武田氏・小山田氏と駿河国の今川氏の係争地にもなった。
戦国期に集落は上吉田と下吉田に分離する。吉田は東西を川に画され掘などの防御施設を持つ自治的集落で、吉田山城が築かれた。上吉田には富士参詣の門前集落として御師（おし）が集住し、参道の両側には計画的な短冊方地割の御師町が形成された。

### 近世
天正10年（1582年）3月には武田氏・小山田氏が滅亡し（織田信長らによる甲州征伐）、同年6月の本能寺の変による信長の横死を契機とする天正壬午の乱を経て、甲斐は徳川家康が確保する。郡内地方には徳川氏の家臣である鳥居氏が配置され、谷村（都留市谷村）が支配拠点となった。豊臣政権下での家康の関東転封後は豊臣系大名である加藤氏や浅野氏などが領し、市域でも豊臣系大名時代の発給文書が残されている。
徳川家が天下を掌握した江戸時代初期の寛永10年（1633年）には秋元氏が谷村藩主となり、3代70年あまりにわたって支配する。秋元氏時代にも谷村が支配拠点となり、都留郡において治水などの普請事業や郡内織の奨励などを行っており、市域でも秋元氏時代の史料が見られる。
宝永元年（1704年）には秋元氏が転封され、郡内領は谷村代官所支配下となる。享保9年（1724年）には甲府藩も廃藩となり甲斐一国は幕府直轄領化され、郡内は幕末に至るまで谷村代官支配となる。
近世には現在の古吉田にあった上吉田が西方に移転し、新たな町割が行われて上吉田と下吉田は一体化する。江戸時代に流行した富士信仰のほか鎌倉往還や富士道の途上にあたる物流の拠点として、街道沿いの計画都市が形成される。
市域には水利に乏しい溶岩台地が広がっていたが、秋元氏時代には河口湖（富士河口湖町）の湖水を市域に導水して新田開発することを目的とした、新倉掘抜の掘削が着工し、曲折を経て元治2年（1865年）に完成する。これは全長3.8キロメートルの日本最長の手掘りトンネルとされる隧道式用水路で、富士吉田市（および河口湖町）の指定史跡に指定されている。近世には水掛麦など農業生産力を向上させる工夫が行われる一方で、住民は副業として大工職を行い、郡内織は農閑期の主要産業として発展した。
また、富士北麓は薬草の産地としても知られており、市域にも薬園が設置されて山野利用されている。文化面では、村々で若者仲間など共同体組織を基盤に道祖神祭礼などの年中行事が行われ、御師家は江戸や京都から文人が往来する文化的拠点となった。
近世後期には全国的に商品流通経済の展開とともに農村荒廃や飢饉の発生、身分制度の動揺が起こる。農業生産力が低く織物産業に依存する郡内地方においてもしばしば飢饉が発生し、天保の大飢饉においては市域でも多くの餓死者や没落する百姓を出し、無宿の増加や博徒の横行を招く。
谷村代官所では取締や村役人との間に郡中惣代を置くなど対応策を講じるが、天保7年（1836年）には都留郡に発し、甲斐一国の大規模な打ちこわしとなった天保騒動となって暴発する。市域の村では参加者が出ておらず、鎮圧後には谷村代官として江川英龍（太郎左衛門）が旧弊改革を行い、市域でも英龍の改革を好意的に受け止めている。
幕末には御師のなかで浪士組や新徴組に参加して幕府側に加わる有志がいる一方で、明治元年（1868年）には上吉田の御師団有志29名が討幕運動に加わり、官軍として公認され蒼龍隊を結成する。戊辰戦争では東征大総督有栖川宮熾仁親王の護衛に参加し、同年5月の上野戦争でも戦っている。

### 近代
近代には村の合併により耕地が整理され農業が発達するが、一方で水不足や水利権の争いも発生した。また、地租改正により富士裾野の入会地が官有地に編入されると地元の林産物採取が制限され、官有地下戻し運動が発生する。明治期には江戸時代以来の郡内織が発展し、洋傘地や服裏地の生産を行った。1875年（明治8年）には毎月1・5日が市日に定められ、富士道沿いに市が開かれ、東京や横浜、大阪方面とも取引を行った。

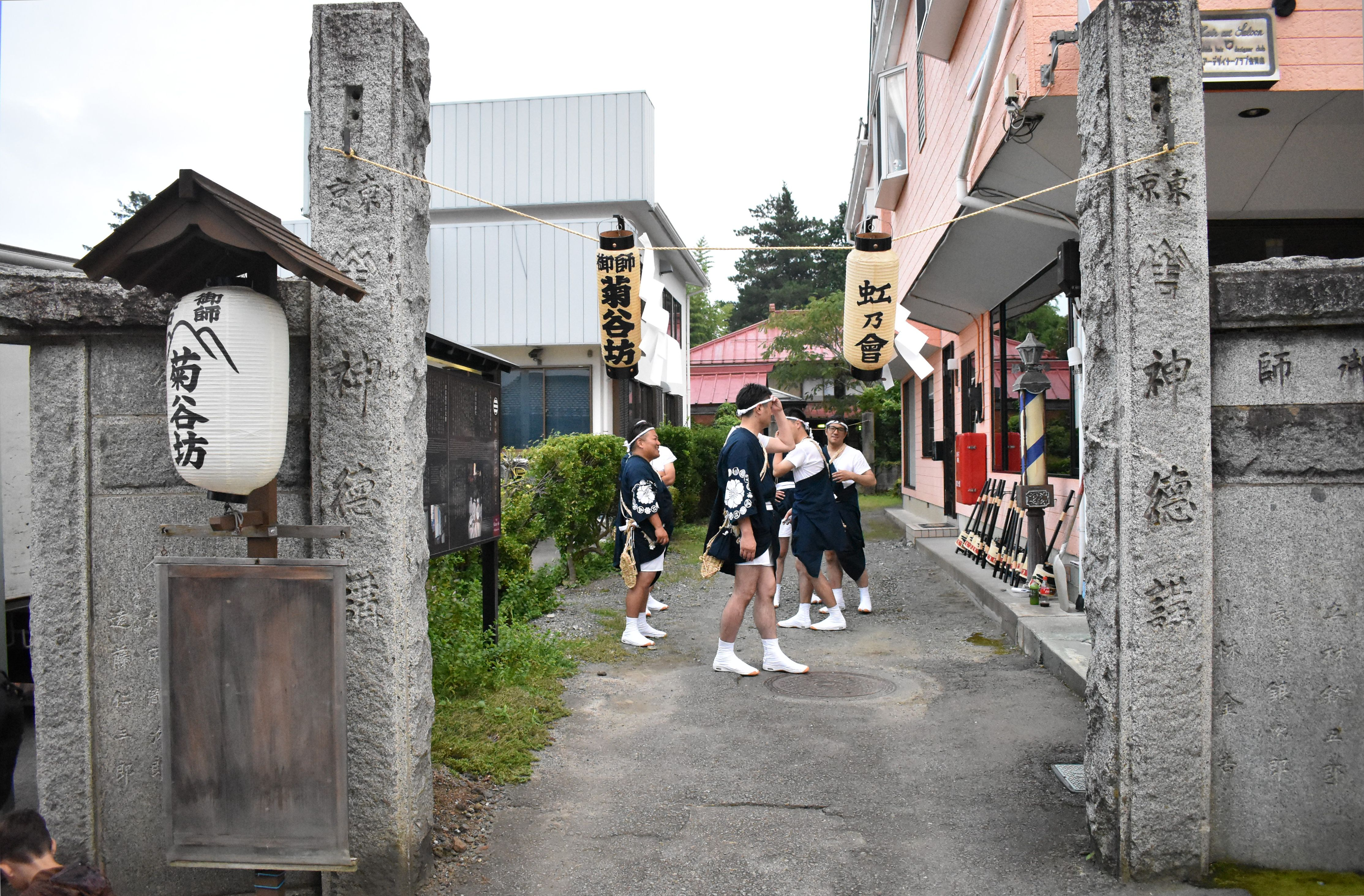
富士講御師

また、明治期には神仏分離により富士信仰も神道に改編され、上吉田の御師町では神仏分離の影響も受けた。明治20年代には交通機関が整備され、1889年（明治22年）には東海道本線（御殿場線）の御殿場駅が開設され、さらに1902年（明治35年）には中央線の大月駅（山梨県大月市大月）が開設し、大月駅から富士北麓に至る馬車鉄道が開通した。
日中戦争から太平洋戦争に至る戦時下には織物・観光業が統制され、大戦末期には武蔵航空株式会社が工場疎開し、1945年（昭和20年）7月30日には吉田空襲による被害を受ける。
戦後は1951年（昭和26年）3月20日に3町合併により市制に移行し、富士吉田市が誕生する。初代市長は堀内昇（下吉田町長）。市制移行すると富士吉田市は郡内東方の中核都市と位置付けらされ、官公庁や企業の出先機関が進出する。
戦後には織物業が一時的に復活するが、やがて高度経済成長期に織物の慢性不況により衰退する。一方で1964年（昭和39年）の富士山有料道路（富士スバルライン）の開通や1967年（昭和42年）の新御坂トンネル、1969年（昭和44年）の中央自動車道富士吉田線の開通により県内国中地方や首都圏他地域と接続され、観光都市に変貌する一方で、工場や大学の誘致も行われた。
一方で1913年（昭和13年）に富士北麓の旧入会地に設置された陸軍演習場は戦後に在日アメリカ軍演習所として拡大され、1973年（昭和48年）にアメリカから国に返還されると防衛庁所管の陸上自衛隊北富士演習場となり、山の権益を巡る北富士演習場問題が戦後山梨県政の課題となった。

### 沿革
行政区域の変遷
- 1875年（明治8年）1月9日 - 下記の近世以来の都留郡の各村が再編。
  - 下吉田村・新倉村が合併して瑞穂村となる。
  - 大明見村・小明見村が合併して明見村となる。
  - 上吉田村・松山村・新屋村が合併して福地村となる。
- 1878年（明治11年）7月22日 - 郡区町村編制法の施行により南都留郡の所属となる。
- 1889年（明治22年）7月1日 - 町村制の施行により、瑞穂村、明見村、福地村が発足。
- 1939年（昭和14年）8月1日 - 瑞穂村が町制施行・改称して下吉田町となる。
- 1947年（昭和22年）11月23日 - 福地村が町制施行・改称して富士上吉田町となる。
- 1948年（昭和23年）4月1日 - 明見村が町制施行して明見町となる。
- 1951年（昭和26年）3月20日 - 下吉田町・明見町・富士上吉田町が合併して富士吉田市が発足（県内で2番目、郡内地方で最初の市）。
- 1951年（昭和26年）7月25日 - 市役所が所在する下吉田地区の天神社の祭礼日であるこの日に第一回市制祭を行う（市制施行日と市制祭がずれているのはこのため）。
- 1957年（昭和32年）1月24日 - 「富士吉田市歌」を制定。
- 1960年（昭和35年）1月1日 - 西桂町の一部（大字上暮地の大部分と大字下暮地・小沼のごく一部）を編入。現在の市域となる。
- 1973年（昭和48年）11月3日 - 既存の市歌とは別に市民愛唱歌「ここにはいつも富士がある」を選定。

富士山山頂部に、静岡県駿東郡小山町および富士宮市との間に境界（県境）未確定箇所がある。小山町と御殿場市の境界も未確定のため、同市と隣接する可能性もある。

## 政治

### 行政

#### 市長
歴代市長
- 初代　堀内 昇：1951年（昭和26年）4月23日 - 1955年（昭和30年）4月30日
- 第2代 希代 圭司：1955年（昭和30年）5月1日 - 1959年（昭和34年）4月30日
- 第3代 堀内 昇：1959年（昭和34年）5月1日 - 1963年（昭和38年）4月30日
- 第4代 渡辺 新：1963年（昭和38年）5月1日 - 1967年（昭和42年）4月30日
- 第5代 堀内 昇：1967年（昭和42年）5月1日 - 1971年（昭和46年）4月30日
- 第6代 石原 茂：1971年（昭和46年）5月1日 - 1975年（昭和50年）4月30日
- 第7代 石原 茂：1975年（昭和50年）5月1日 - 1979年（昭和54年）4月30日
- 第8代 石原 茂：1979年（昭和54年）5月1日 - 1983年（昭和58年）4月30日
- 第9代 渡辺 万男：1983年（昭和58年）5月1日 - 1987年（昭和62年）3月23日
- 第10代 渡辺 皓彦：1987年（昭和62年）4月26日 - 1991年（平成3年）4月25日
- 第11代 渡辺 皓彦：1991年（平成 3年）4月26日 - 1995年（平成7年）4月25日
- 第12代 栗原 雅智：1995年（平成 7年）4月26日 - 1999年（平成11年）4月25日
- 第13代 武川 勉：1999年（平成11年）4月26日 - 2003年（平成15年）4月25日
- 第14代 萱沼 俊夫：2003年（平成15年）4月27日 - 2007年（平成19年）4月26日
- 第15代 堀内 茂：2007年（平成19年）4月27日 - 2011年（平成23年）4月26日
- 第16代 堀内 茂：2011年（平成23年）4月27日 - 2015年（平成27年）4月26日
- 第17代 堀内 茂：2015年（平成27年）4月27日 - 2019年（平成31年）4月26日
- 第18代 堀内 茂：2019年（平成31年）4月27日 - 2023年（令和５年）4月26日
- 第19代 堀内 茂：2023年（令和５年）4月27日 - 現職

## 国家機関

### 防衛省
自衛隊
- 陸上自衛隊
  - 北富士演習場

地方支分部局
- 南関東防衛局
  - 吉田防衛事務所

### 環境省
自然環境局生物多様性センター

## 施設

### 警察
本部
- 山梨県警察 富士吉田警察署

交番
- 富士吉田警察署富士山駅前交番

### 消防
富士五湖広域行政事務組合　　
　富士五湖消防本部
　富士吉田市松山五丁目10番13号
消防署
- 富士吉田消防署

（富士吉田市松山五丁目10番13号）

### 医療
主な病院
- 国民健康保険富士吉田市立病院

### 郵便局
郵便番号
- 403-00xx - 富士吉田郵便局管轄

### 文化施設
博物館
- 富士吉田市歴史民俗博物館

図書館
- 富士吉田市立図書館

## 対外関係

### 姉妹都市･提携都市

#### 外国
姉妹都市
- コロラドスプリングス（アメリカ合衆国 コロラド州 エルパソ郡）
1962年（昭和37年）3月16日 - 姉妹都市提携
- シャモニー・モンブラン（フランス共和国 オーヴェルニュ＝ローヌ＝アルプ地域圏 オート・サヴォワ県）
1978年（昭和53年）10月9日 - 姉妹都市提携

## 経済

### 第二次産業

#### 工業
織物業
一時衰退した地場産業の織物業も近年はファクトリーブランドの立上げなどにより復調しつつある。

### 第三次産業

#### 商業
観光業
富士信仰の聖地として江戸時代から栄え、近代も観光業が盛んである。

## 情報通信

### マスメディア

#### 放送局
- 富士吉田ラジオ中継局 - 山梨放送・NHK甲府放送局（第1）
- 富士吉田テレビ中継局 - NHK甲府放送局・山梨放送・テレビ山梨

なお、NHKラジオ第2放送は東京局を、FM放送は三つ峠にある中継局を利用する（NHK甲府放送局・エフエム富士）
- エフエム富士五湖（コミュニティFM）

## 生活基盤

### ライフライン

#### 電話番号
市外局番
- 0555-xx - 吉田MA（富士吉田市、甲府市（梯町及び古関町に限る。）、南都留郡（道志村を除く。））

## 教育
子育て支援の一環として、市立小中学校の給食を2019年10月から無料化した。  

### 大学
私立
- 昭和医科大学 富士吉田キャンパス（各学部の1年次が全寮制の下で学ぶ）

### 高等学校
県立
- 山梨県立吉田高等学校
- 山梨県立富士北稜高等学校
- 山梨県立ひばりが丘高等学校

私立
- 富士学苑高等学校

### 中学校
市立
- 富士吉田市立下吉田中学校
- 富士吉田市立明見中学校
- 富士吉田市立吉田中学校
- 富士吉田市立富士見台中学校

私立
- 富士学苑中学校

### 小学校
市立
- 富士吉田市立下吉田第一小学校
- 富士吉田市立下吉田第二小学校
- 富士吉田市立下吉田東小学校
- 富士吉田市立明見小学校
- 富士吉田市立吉田小学校
- 富士吉田市立吉田西小学校
- 富士吉田市立富士小学校

### 学校教育以外の施設
- 職業訓練施設
  - 富士吉田共同高等職業訓練校（職業訓練法人富士吉田職業訓練協会が運営する認定職業訓練施設）

## 交通

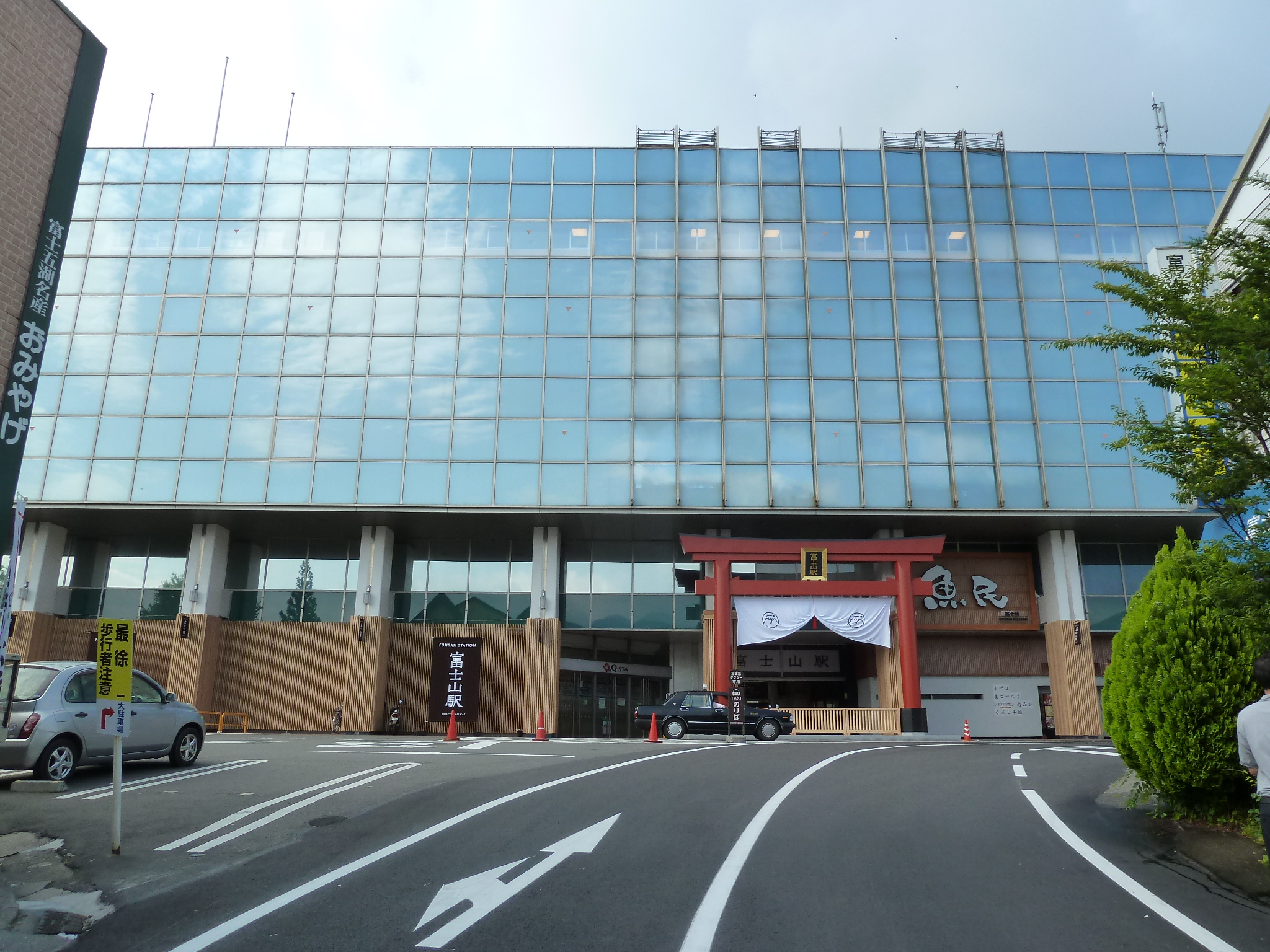
富士山駅

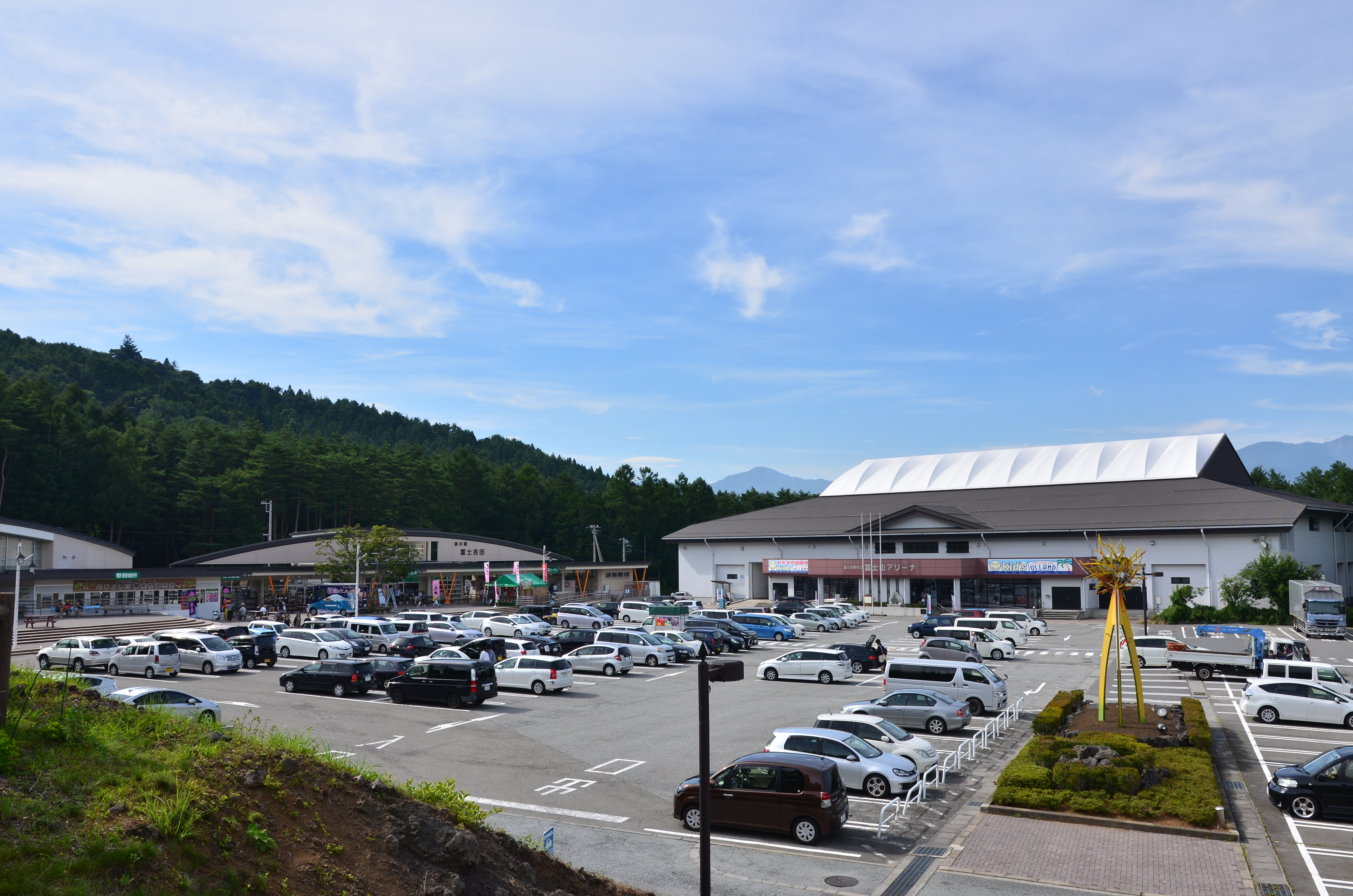
道の駅富士吉田

### 鉄道
中心となる駅：富士山駅

#### 鉄道路線
富士山麓電気鉄道
- 富士急行線（大月線）： - 寿駅 - 葭池温泉前駅 - 下吉田駅 - 月江寺駅 - 富士山駅

その他、富士急行線（河口湖線）の富士急ハイランド駅 - 河口湖駅間で当市（新倉の飛び地部分）を通過している。

### バス

#### 路線バス
- 富士急バス
- 富士急山梨ハイヤー
- 富士急モビリティ
- 富士急静岡バス

### 道路

#### 高速道路
- E68 中央自動車道富士吉田線：（西桂BS）- 富士吉田西桂SIC - 富士吉田BS -（富士河口湖町）
- E68 東富士五湖道路：富士吉田IC - 富士吉田忍野SIC -（山中湖村）

#### 国道
- 国道137号
- 国道138号
- 国道139号
- 国道300号
- 国道413号

#### 県道
一般県道
- 山梨県道701号富士上吉田線
- 山梨県道702号富士精進線
- 山梨県道703号下吉田停車場線
- 山梨県道704号新田下吉田線
- 山梨県道707号富士河口湖富士線
- 山梨県道715号富士吉田山中湖自転車道線
- 山梨県道716号富士北麓公園線
- 山梨県道717号山中湖忍野富士吉田線
- 山梨県道718号富士吉田西桂線

#### 道の駅
- 道の駅富士吉田

## 観光
富士山は市のシンボルであり、富士山関連の観光が地域経済に大きな比重を占めていることから、市役所に「富士山課」を置いて旅行客誘致や登山者の安全確保を図っている。

### 名所・旧跡
主な城郭
主な寺院
- 月江寺
- 西念寺

主な神社
- 新屋山神社
- 小室浅間神社（北東本宮）
- 北口本宮冨士浅間神社
- 新倉富士浅間神社
- 冨士山下宮小室浅間神社
- 金鳥居
- 冨士山小御嶽神社
- 不二阿祖山太神宮

主な遺跡
- 池之元遺跡

主な史跡
- 新倉山浅間公園
- 富士講・御師の門と宿
- 小佐野家住宅
- 旧外川家住宅
- 新倉掘抜

- 北口本宮冨士浅間神社
- 冨士山下宮小室浅間神社
- 新倉山浅間公園
- 旧外川家住宅

### 観光スポット
- 富士急ハイランド（登記上の住所は富士吉田市だが[8]、半分は富士河口湖町に位置している）
- リフレふじよしだ
  - 道の駅 富士吉田
  - モンベル 富士吉田店
  - 富士山レーダードーム館
- 富士の杜・巡礼の郷公園（ふじさんミュージアムパーク）[9]
  - ふじさんミュージアム（富士吉田市歴史民俗博物館）
  - 古民家（旧武藤家住宅、旧宮下家住宅、古民家カフェ〔小佐野家住宅〕）
  - 鐘山の滝

- 富士山レーダードーム館

日帰り入浴施設
- 葭之池（よしのいけ）温泉
- 不動湯
- ふじやま温泉（富士急系）
- 富士山 溶岩の湯 泉水
- 富士山温泉

スポーツ・アウトドア施設
- 鐘山スポーツセンター
- 富士山アリーナ（リフレふじよしだ内）
- PICA富士吉田（キャンプ場、富士急系）
- 富士北嶺公園
- 富士登山 吉田口登山道

- 冨士登山道吉田口

娯楽施設
- 松竹館 - 映画館（～1970年代）
- 武蔵野館・下吉田松竹東映劇場 - 映画館（～1980年代）
- 国際劇場 - 映画館（～1980年代）
- 銀嶺シネマ - 映画館（～1980年代）

## 文化・名物

### 祭事・催事
- 吉田の火祭 - 日本三奇祭の一つであり、富士山の山じまいの時期にあたる毎年8月26日に催される。
- 下吉田の流鏑馬 - 山梨県指定無形民俗文化財。9月19日に催される。
- 新倉山浅間公園さくらまつり - 毎年4月上旬に催される。
- ハタオリマチフェスティバル - 地元の織物製品や織物業によって栄えた街並みを楽しめるイベント。毎年10月上旬に催される。

- 金鳥居と吉田の火祭
- 下吉田の流鏑馬
- 富士吉田、冨士山下宮小室浅間神社の流鏑馬

### 名産・特産
- 吉田のうどん

### 組織
- 郡内大工仲間 - 都留郡内の大工集団

## 出身関連著名人
※ 五十音順、太字は故人

### 出身著名人
- 青木人志 - 法学者、一橋大学教授
- 荒井麻珠[10] - 歌手、Little Glee Monster元メンバー
- 李良枝 - 著作家、芥川賞受賞（出生地は西桂町）
- 奥脇達也 - ミュージシャン、元アカシック
- 長田幸雄 - 元プロ野球選手
- 加々美裕也 - 元バスケットボール選手
- 柏木昭男 - 不動産投資家、ギャンブラー
- かやゆー - ミュージシャン、ヤングスキニー
- 桑原幹根 - 政治家、内務官僚、元愛知県知事
- コネオ・インターナショナル - 元お笑い芸人
- 嶋佐和也 - お笑い芸人、ニューヨーク
- 志村正彦 - ミュージシャン、フジファブリック
- 菅田俊 - 俳優（出生地は山形県）
- 田辺徳雄 - 元プロ野球選手、元埼玉西武ライオンズ監督
- 遠山正瑛 - 農学者、鳥取大学名誉教授、乾燥地農法・砂漠緑化の実践者
- 左伴彩佳 - アイドル、元AKB48
- 舟久保遥香 - 柔道家、2015年世界ジュニア57kg級王者、2024年パリオリンピック代表
- 三浦実夏 - フリーアナウンサー、元山梨放送アナウンサー
- 武藤敬司 - 元プロレスラー、タレント
- 吉田川清四郎 - 大相撲力士（出生地は東京都八王子市）
- 米満達弘 - アマチュアレスリング選手、2012年ロンドンオリンピック金メダリスト
- 渡邊賢司 - 工学者、物質・材料研究機構主席研究員
- 渡邊佑樹 - プロ野球選手

### ご当地キャラクター
- 桜織（声：高森奈津美）

## 富士吉田市を舞台とした作品

### 市内で撮影された作品
- ゆれる 2006年7月公開、監督 西川美和、出演 オダギリジョー
- ピーナッツ 2006年1月公開、監督 内村光良、出演 さまぁ〜ず・TIM
- 時をかける少女 2010年3月公開、監督 谷口正晃、出演 仲里依紗・中尾明慶
- gift 2014年6月公開、監督宮岡太郎、出演者 遠藤憲一・松井玲奈
- ホットスポット2025年1月12日初回放送　日本テレビ　脚本バカリズム

## 広報･公聴関係

### プロモーション動画
- ここにはいつも富士がある～Gateway to Mount Fuji～[11]